# David Kamhi
David Kamhi (Sarajevo, 1936. — Sarajevo, 12. ožujka 2021.), židovski teolog, sarajevski hazan i violinist.

## Životopis
David Kamhi je rođen u Sarajevu 1936. godine. U rodnom gradu je završio Prvu mušku gimnaziju, zatim Srednju glazbenu školu, a diplomirao je i magistrirao na Glazbenoj akademiji u Sarajevu. Nekoliko godina je proveo na Moskovskom državnom konzervatoriju P. I. Čajkovski, i u Rimu na Glazbenoj akademiji Santa Cecilia.
Bio je profesor violine, viole i metodike na Glazbenoj akademiji u Sarajevu. Imao solističke koncerte u Bosni i Hercegovini, regiji i Europi. Dvadeset godina je bio je predsjednik Udruge glazbenih umjetnika Bosne i Hercegovine.
U periodu 1993. – 1995. bio je član Savjeta Predsjedništva Republike Bosne i Hercegovine za vanjske poslove, te savjetnik u Veleposlanstvu Republike Bosne i Hercegovine u Madridu 1995. i 1996. godine. U periodu od 1992. do 1997. bio je potpredsjednik židovskog kulturnog i humanitarnog društva La Benevolencija, Židovske općine Sarajevo i glavni urednik glasila Bilten. Od 1992. do listopada 2016. bio je hazan Sarajevske sinagoge.
Preminuo je u Sarajevu, 12. ožujka 2021. godine. 

## Vanjske povezice
- DISCOGS: David Kamhi